# Viroid
A viroidok a legkisebb ismert, genommal rendelkező kórokozók. Szerveződésük még a vírusokénál is egyszerűbb: nincs fehérje- vagy lipidburkuk, gyakorlatilag egyetlen kis egyszálú, gyűrű alakú RNS-molekulából állnak.
Valamennyi ismert viroid a szövetes növények parazitája, az általuk okozott betegségek komoly gazdasági károkkal járhatnak. Az első ismert viroidot, a burgonya gumóorsósodásának kórokozóját 1971-ben fedezte fel az amerikai Theodor O. Diener.
Fehérjéket nem kódolnak, közülük néhányan ribozimok, vagyis maga az RNS rendelkezik katalitikus tulajdonsággal. Terjesztésükről a növények rovarkártevői (pl. levéltetvek) gondoskodnak.

## Felfedezésük

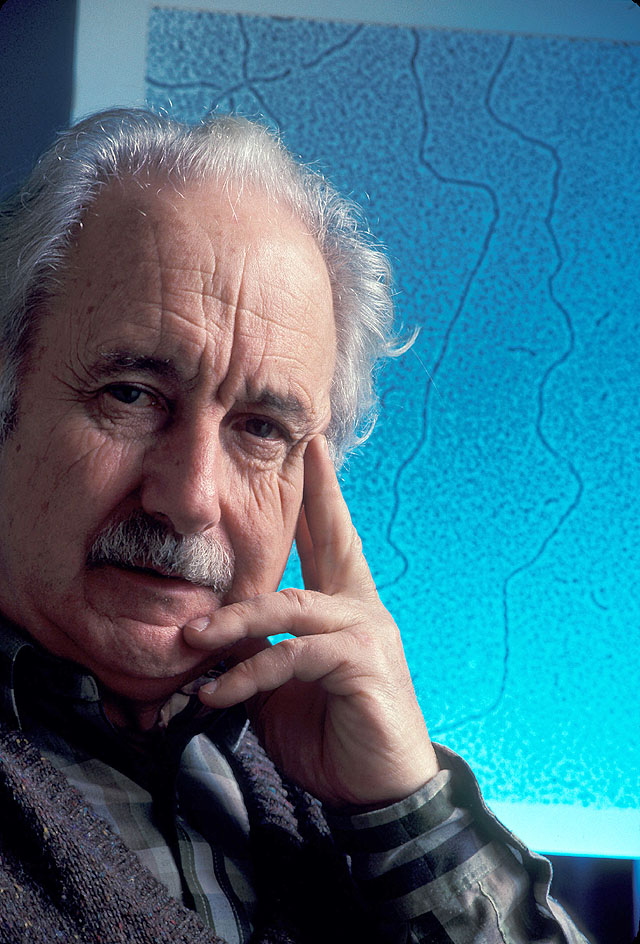
Theodor O. Diener, a viroidok felfedezője

A burgonyagumó fertőző orsósodását először az 1920-as évek elején figyelték meg az amerikai New York és New Jersey államokban, de a kórokozót mikroszkóposan nem sikerült azonosítani, ezért feltételezték, hogy az egy vírus. Több sikertelen kísérlet után 1971-ben Theodor O. Diener, az amerikai Mezőgazdasági Kutatószolgálat növénypatológusa izolálta a kórokozót és megállapította róla, hogy fehérjét nem tartalmaz és mérete a vírusokénak mindössze 1/80-a; gyakorlatilag egy igen rövid (néhány száz bázispár hosszúságú) RNS-molekula. A patogénnek Diener a viroid (jelentése vírusszerű) nevet adta.
A következő években Diener és más kutatók megállapították, hogy az RNS egyszálú, a sejten belül nem hibridizálódik DNS-sel és 1973-ban sikerült elektronmikroszkópos képet készíteni róla, amely bizonyította, hogy a patogén valóban nem több egy gyűrű alakú RNS-molekulánál. 1978-ban megállapították a teljes nukleotidsorrendjét.
Diener felfedezése óta mintegy harminc újabb viroidot találtak.

## Jellemzői
A viroidok mindössze egy gyűrű alakú, egyszálú RNS-molekulából állnak. A vírusoktól eltérően fehérje- vagy lipidburkuk nincs. Az ismert viroidok csak növényi sejteken belül képesek szaporodni (obligát intracelluláris paraziták). Taxonómiai szempontból a szubvirális ágensek rendjébe tartoznak, a szatellitekkel együtt. A viroidoktól elkülönülő csoport a vírusoidok, amelyek helper vírusoktól kölcsönzött burokkal képesek kijutni a sejtből és újabb gazdasejtet megfertőzni.
Az ismert viroidok RNS-e 241-401 bázispár hosszú. Erről az RNS-ről sem fehérje közvetlenül nem íródik át, sem olyan mRNS, amelyet aztán a sejt transzlációs mechanizmusai felhasználhatnának; vagyis viroid-specifikus fehérjék nem léteznek. A viroid-RNS saját katalitikus aktivitással rendelkezhet (mint a ribozimek). Ezen jellemzői miatt a viroidokat sok kutató az élet keletkezésének korai időszakából visszamaradt kémiai fosszíliának tekinti.

## Genomja

A PSTVd, HSVd és PLMVd szerkezetének összehasonlítása

A viroid-RNS több egymással komplementer régiót tartalmaz, amelyek egymáshoz tapadva kettős szálú másodlagos szerkezetek kialakulásához vezetnek. Ezek elektronmikroszkóp alatt kb. 50 nm-es pálcaszerű struktúrákként figyelhetők meg.
A burgonyagumóorsósodás-viroid (angolul potato spindle tuber viroid, rövidítva PSTVd) genomja öt régióra osztható: terminális bal (angol rövidítéssel TL), patogenitási (P), centrális (C), variábilis (V) és terminális jobb (TR). A középső szakaszban található a konzervatív centrális régió (CCR), amely egy szokatlan bázispárosítással kialakuló, UV-re érzékeny E-hurok struktúrát tartalmaz. Ezen belül fekszik a nagyon konzervatív GAAAC motívum, amely minden viroidban megtalálható.

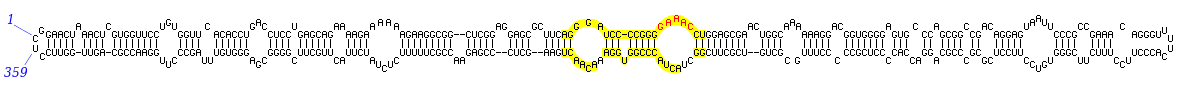
A burgonyagumóorsósodás-viroid RNS-nek másodlagos szerkezete (sárgával jelölve a CCR-szakasz)

## Replikáció
A vírusoktól eltérően a viroidok nem kódolnak fehérjéket. Emiatt replikációjukat és transzportjukat teljes egészében a gazdasejt enzimjei végzik. A szubvirális ágensek egy másik nagy csoportja, a szatellitek esetében a replikációhoz helper vírusra van szükség.
Az RNS másolását a sejt RNS-polimeráz II enzimje (amelynek alapesetben DNS lenne a templátja) végzi a "guruló kör" mechanizmus szerint. Mivel a másolásnak semmilyen hibajavító mechanizmusa sincs, a viroidok mutációs rátája még a vírusokénál is magasabb. A másolási hibák miatt akkora a változatosság, hogy a viroid "fajok" legfeljebb kvázifajnak tekinthetők. A mutációk közül sok a fertőzőképességet vagy a patogenitást is befolyásolja.
A "guruló kör" replikációs mechanizmus a cirkuláris RNS-genomról hosszú, lineáris szálat készít, amely több másolt példányt is tartalmaz és amelyet darabokra kell vágni, mielőtt azok ismét gyűrűbe zárulhatnak. Azt a feladatot a sejt RN-ázai végzik (DCL1 és DCL4 a Pospiviroidae csoport, DCL2 és DCL3 valamennyi viroid esetében) Az Avsunviroidae csoport tagjai autokatalitikusan saját magukat vágják megfelelő darabokra. A lineáris darabok gyűrűvé zárását a sejt DNS-ligáza végzi, amelynek egyébként DNS a templátja. Az Avsunviroidae-k a ligálást is autokatalitikusan végzik.
Az embert is fertőző hepatitisz D vírus a viroidékéhoz hasonló autokatalitikus aktivitással rendelkezik.

## Patogenitás
A viroidok képesek különféle betegségeket előidézni a növényekben, de ennek pontos mechanizmusa, egyelőre nem ismert. Egyes feltételezések szerint RNS-interferencia révén avatkozik bele a gazdasejt működésébe; legalábbis a PSTVd szekvenciáját utánzó mesterséges shRNS-sel (rövid, hajtűszerű másodlagos szerkezettel bíró RNS-darabok) sikerült gumóorsósodás-szerű tüneteket előidézni. Az is ismert, hogy a viroidok tartalmaznak a növényi mRNS-sel komplementer szakaszokat. A viroidinfekció során a gazdasejtben rövid RNS-darabok keletkeznek, amelyek meggyengíthetik a növény ellenállóképességét.
A viroidok mechanikusan, a fertőzött szövetekkel való érintkezéssel terjednek, pl. növénykárosító rovarok (levéltetvek stb.) által, de megtalálhatóak a pollenben és a magvakban is. Ha a burgonyanövényt a PSTVd és a levélsodródás vírusa vagy a bársonyos dohányfoltosság vírusa egyszerre fertőzi meg, a PSTVd jóval hatékonyabban tud terjedni, talán mert RNS-e becsomagolódik a vírus kapszidjába. A növényen belül a sejtek közötti plazmodezmákon át terjednek. A fertőzés perzisztens, a növény pusztulásáig tart.
A viroidok környezeti ellenállóképessége típusfüggő. A PSTVd többször ismételt fagyasztással-olvasztással inaktiválható. A viroidok általában érzékenyek az olyan fertőtlenítőszerekre, mint a nátrium-hipoklorit, a kaotróp (hidrogénkötéseket felbontó) anyagokra vagy a hővel történő denaturációra. Szerkezetüket a magnéziumionok stabilizálják.
A kórokozó jelenlétét régebben Northern blottal, mostanában egyre inkább RT-PCR-rel igazolják. A fertőzés ellen nincs hatékony növényvédőszer, továbbterjedését csak a beteg növények kiirtásával lehet megállítani.

## Jelentőségük
Több mint 30, viroidok által okozott növénybetegséget ismerünk. Ezek súlyossága a környezeti viszonyoktól, az érintett növények fajtájától, állapotától függően lehet egészen enyhe, vagy súlyos, akár pusztuláshoz vezető is. A viroidok jelentős gazdasági károkat okozhatnak a burgonya, paradicsom, citrusfélék, szőlő, komló vagy dísznövények termésében. Állatokat fertőző viroidok nem ismertek. Egyik legismertebb képviselőjök a burgonya gumóorsósodás viroid  (PSTVd), amely burgonyát, paradicsomot és számos egyébfajt képes megfertőzni.

## Rendszerezésük
A viroidok a szubvirális ágensek rendjébe tartoznak. A csoporton belül az RNS-szekvencia alapján 2022-ben két családot és 33 fajt különítettek el.
- Avsunviroidae család
  - Avsunviroid nemzetség
    - ASBVd (Avocado sunblotch viroid) Avokádónapfoltosodás-viroid

  - Elaviviroid nemzetség
    - ELVd (Eggplant latent viroid) Padlizsán-látensviroid

  - Pelamoviroid nemzetség
    - AHVd (Apple hammerhead viroid) Almapöröly-viroid
    - CChMVd (Chrysanthemum chlorotic mottle viroid) Krizantémklorózisosfoltosodás-viroid
    - PLMVd (Peach latent mosaic viroid) Őszibaracklátensmozaik-viroid
- Pospiviroidae család
  - Apscaviroid nemzetség
    - ADFVd (Apple dimple fruit viroid) Almagyümölcsfoltosodás-viroid
    - ASSVd (Apple scar skin viroid) Almavarasodás-viroid
    - AGVd (Australian grapevine viroid) Ausztrál szőlőviroid
    - CBLVd (Citrus bent leaf viroid) Citruslevélgörbülés-viroid
    - CDVd (Citrus dwarfing viroid) Citrustörpenövés-viroid
    - CVd-V (Citrus viroid V) Citrusviroid V
    - CVd-VI (Citrus viroid VI) Citrusviroid VI
    - GYSVd 1 (Grapevine yellow speckle viroid 1) Szőlősárgafoltosodás-viroid 1
    - GYSVd 2 (Grapevine yellow speckle viroid 2) SZőlősárgafoltosodás-viroid 2
    - PBCVd (Pear blister canker viroid) Körtehólyagosüszkösödés-viroid

  - Cocadviroid nemzetség
    - CBCVd (Citrus bark cracking viroid), Citruskéregrepedezés-viroid (korábban Citrusviroid IV)
    - CCCVd (Coconut cadang-cadang viroid) Kókusz-cadang-cadang-viroid
    - CTiVd (Coconut tinangaja viroid) Kókusztinangaja-viroid
    - HLVd (Hop latent viroid) Komló-látensviroid

  - Coleviroid nemzetség
    - CbVd 1 (Coleus blumei viroid 1) Virágcsalán-viroid 1
    - CbVd 2 (Coleus blumei viroid 2) Virágcsalán-viroid 2
    - CbVd 3 (Coleus blumei viroid 3) Virágcsalán-viroid 3

  - Hostuviroid nemzetség
    - DLVd (Dahlia latent viroid) Dália-látensviroid
    - HSVd (Hop stunt viroid) Komlótörpenövés-viroid

  - Pospiviroid nemzetség
    - CSVd (Chrysanthemum stunt viroid) Krizantém törpenövés viroid
    - CEVd (Citrus exocortis viroid) Citrus exocortis viroid
    - CLVd (Columnea latent viroid) Szájvirág látens viroid
    - IrVd (Iresine viroid 1) Pelyvavirág viroid 1
    - PCFVd (Pepper chat fruit viroid) Paprika terméskisebbítő viroid
    - PSTVd (Potato spindle tuber viroid) Burgonya gumóorsósodás viroid
    - TASVd (Tomato apical stunt viroid) Paradicsom csúcszsugorodás viroid
    - TCDVd (Tomato chlorotic dwarf viroid) Paradicsom klorózisos törpenövés viroid
    - TPMVd (Tomato planta macho viroid) Paradicsom planta macho viroid

## Fordítás
- Ez a szócikk részben vagy egészben  a   Viroid című német Wikipédia-szócikk ezen változatának fordításán alapul.  Az eredeti cikk szerkesztőit annak laptörténete sorolja fel. Ez a jelzés csupán a megfogalmazás eredetét és a szerzői jogokat jelzi, nem szolgál a cikkben szereplő információk forrásmegjelöléseként.